# القصر (تونس)
القصر (به عربی: القصر) یک منطقهٔ مسکونی در تونس است که در استان قفصه واقع شده‌است. القصر ۳۳٬۷۲۹ نفر جمعیت دارد.